# Michail Alexejewitsch Meandrow

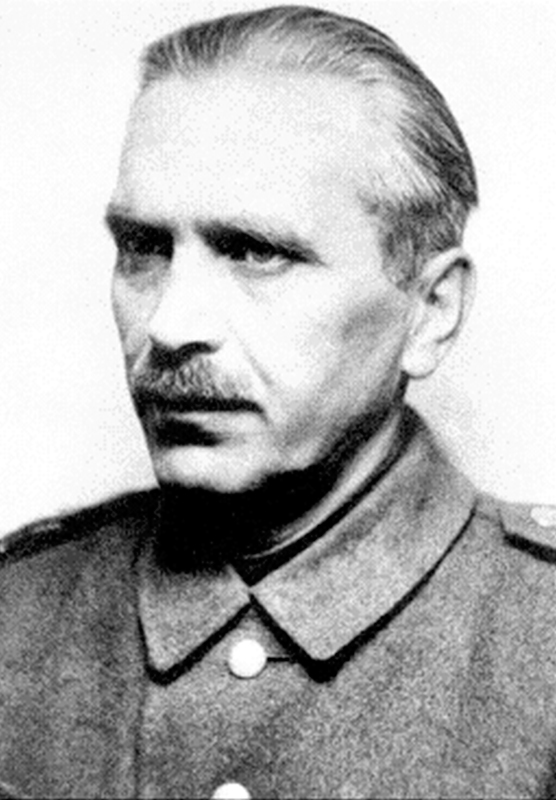
Michail Meandrow (ungefähr 1944)

Michail Alexejewitsch Meandrow (russisch Михаил Алексеевич Меандров, * 22. Oktober 1894 in Moskau; † 1. August 1946 ebenda) war ein sowjetischer Offizier.

## Biografie
Er war der Sohn eines Erzpriesters. Nach dem Abitur besuchte er die Alexejew-Militärschule in Moskau und schloss sich der Kaiserlich Russischen Armee an, wo er Stabskapitän wurde. 1918 trat er der Roten Armee bei. Von 1921 bis 1924 war er Taktiklehrer an der Schule des Allrussischen Zentralen Exekutivkomitees und von 1924 bis 1930 Leiter der Ausbildungseinheit der Infanterie- und Maschinengewehrabteilungen. Ab 1930 war er Stabschef des 3. selbstständigen Rjasaner Schützenregiments. Ab August 1938 war er Chef der Operationsabteilung des Hauptquartiers des 12. Schützenkorps. Er wurde Chef der Operationsabteilung des Generalstabs, stellvertretender Stabschef der 6. Armee und Oberst. Meandrow nahm am Winterkrieg teil und wurde am 21. März 1940 mit dem Orden des Roten Sterns ausgezeichnet.
Im Deutsch-Sowjetischen Krieg wurde er am 6. August 1941 in der Gegend von Uman von deutschen Truppen eingekesselt und ergab sich ihnen, ohne Widerstand zu leisten. Beim ersten Verhör im Hauptquartier der deutschen Division teilte er den Deutschen die Anzahl und Bewaffnung der eingekesselten Einheiten der 6. Armee mit. Er zeigte die Richtung, in die sich diese Einheiten bewegten, um die Einkesselung zu durchbrechen und zeigte den Ort, an dem sich der Kommandeur der 6. Armee, Generalleutnant Musytschenko, befand.
Meandrow wurde in Lagern in Winnyzja, Zamość und Hammelburg festgehalten. In Zamość führte er mit einem weiteren gefangen genommenen sowjetischen Offizier, Oberst Ljubimow, Gespräche über die aktuelle Entwicklung und die Aussichten des Krieges zwischen dem NS-Staat und der Sowjetunion. Sie fassten die verschiedenen Versäumnisse der sowjetischen Streitkräfte an der Front zusammen und behaupteten, die Sowjetregierung habe das Land nicht auf den Krieg vorbereitet, verfolge eine Politik, die nicht den Interessen des Volkes entspräche und deshalb die Bauern und Arbeiter angeblich nicht für die Sowjetregierung kämpfen wollten. Daraus zog Meandrow die Schlussfolgerung, dass die Sowjetunion im Krieg eine Niederlage erleiden würde.
Meandrow willigte in eine Zusammenarbeit mit den Deutschen ein. Er schloss sich Andrei Wlassow an und wurde Generalmajor der Russischen Befreiungsarmee (ROA). Im Februar 1945 wurde er zum Leiter der 1. Vereinigten Offiziersschule des Komitees zur Befreiung der Völker Rußlands (KONR) ernannt. Zudem war er Mitglied im NTS – Bund der russischen Solidaristen.
Meandrow ergab sich im Mai 1945 den US-Amerikanern. Er war in Kriegsgefangenenlagern, unter anderem in Landshut, inhaftiert. Da Wlassow bereits von den Sowjets gefangen genommen war, übernahm Meandrow die Führung über die in US-amerikanischen Kriegsgefangenenlagern konzentrierten Kader der ROA und des KONR und ergriff verschiedene Maßnahmen, um politisches Asyl für sie zu erhalten. Um den Mitgliedern dieser Organisationen, die sich in dem amerikanisch besetzten Gebiet befanden, zu zeigen, dass der Kampf gegen die Sowjetunion weitergehen würde, erließ Meandrow Befehle zur Zuweisung der nächsten Dienstgrade an Offiziere. Am 12. Februar 1946 wurde er an die Sowjets ausgeliefert und am 1. August 1946 auf Anordnung des Militärkollegiums des Obersten Gerichts der UdSSR zusammen mit Wlassow und anderen Generälen der ROA und des KONR wegen Hochverrats gehängt.